# Al-Mustázhir

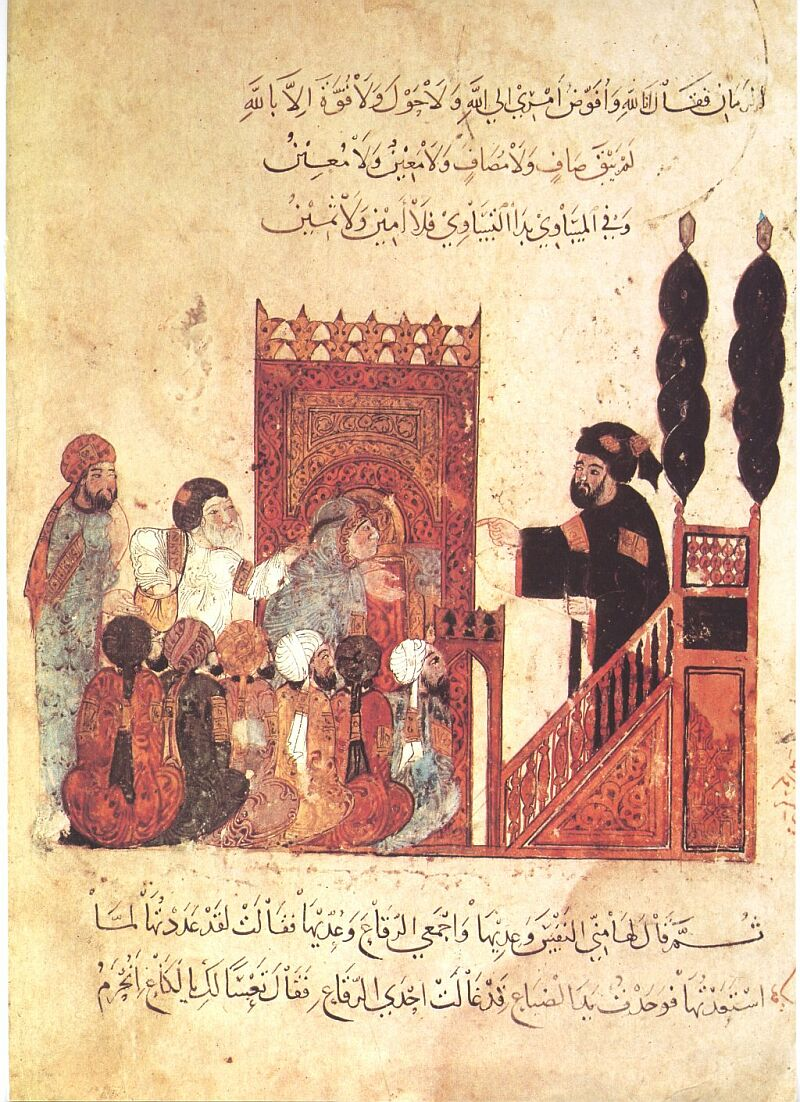
dibujo del califato Abasí.

Al-Mustázhir o Al-Mustádhir (en árabe: المستظهر بالله al-mustaẓhir bi-llāh; 1078-6 de agosto de 1118) fue califa abasí entre 1094 y 1118, sucediendo a su padre Al-Muqtadi.
Durante su reinado de veinticuatro años fue políticamente irrelevante, en un contexto de conflicto causado por la primera cruzada en Siria, llevada a cabo por los cristianos de Europa Occidental (conocidos en Oriente Medio como franŷ "francos"). Un intento por parte del caballero cruzado Raimundo IV de Tolosa para atacar Bagdad fue desbaratado en Tokat. En el año 1099, Jerusalén fue capturada por los cruzados y sus habitantes fueron masacrados. Eso provocó que los predicadores viajaran por todo el califato proclamando la tragedia y reclutando soldados para recuperar la mezquita de Al-Aqsa, el tercer lugar más sagrado para los musulmanes, donde el profeta Mahoma ascendió al cielo. Sin embargo, a pesar del éxito en otros lugares, la misión fracasó en las provincias orientales, que estaban sumidas en sus propias batallas internas. Hordas de refugiados buscaron refugio en Bagdad, donde se alzaron voces declamando a favor de una guerra contra los franŷ.  Sin embargo, ni el sultán selyúcida ni el Califa estaban interesados en enviar ejércitos al oeste.